# Роннеби (город, Миннесота)
Роннеби (англ. Ronneby) — город в округе Бентон, штат Миннесота, США. На площади 0,6 км² (0,6 км² — суша, водоёмов нет), согласно переписи 2002 года, проживают 16 человек. Плотность населения составляет 24,9 чел./км².
- FIPS-код города — 27-55366[1]
- GNIS-идентификатор — 0650235[2]